# John Feldmann
John William Feldmann (nacido el 29 de junio de 1967) es un músico y productor estadounidense. Es protector de los derechos de los animales.
Ha producido y/o escrito para un sinfín de artistas y bandas como Escape the Fate, The Used, Goldfinger, 5 Seconds of Summer, The Veronicas, Good Charlotte, Mest, Story of the Year, Ashlee Simpson, Hilary Duff, Showoff, Anthony Green, Lostprophets, We Came as Romans,Mod Sun,Panic! at the Disco, Black Veil Brides, One Ok Rock, blink-182, etc.
Es vocalista y guitarrista de la banda de pop punk Goldfinger, también tuvo una banda de funk metal entre 1992 y 1993 llamada Electric Love Hogs donde ejercía los mismos roles.
Actualmente está trabajando con Avril Lavigne y Mod Sun produciendo el nuevo álbum de la cantante canadiense  .
- Datos: Q931450
- Multimedia: John Feldmann / Q931450